# Motore brushless

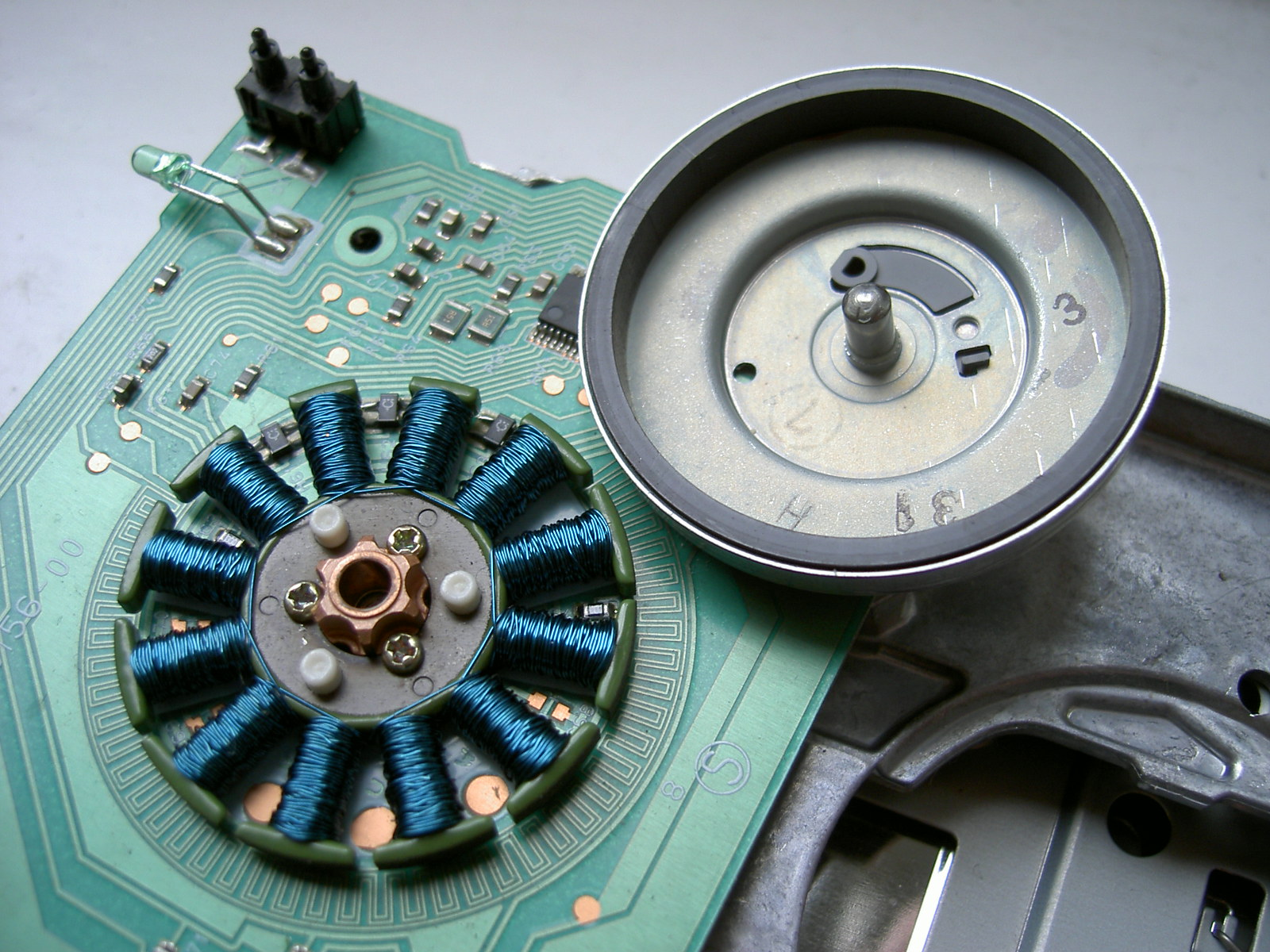
Un motore da un lettore per floppy disk da 3½ pollici. Le bobine, disposte radialmente, sono costituite da un filo di rame rivestito di isolante blu, mentre il rotore bilanciato (in alto a destra) è stato rimosso e capovolto. L'anello grigio all'interno del rotore è un magnete permanente.

Il motore brushless ("senza spazzole") è un motore elettrico (solitamente) a corrente continua (BLDCM, Brushless Direct Current Motor) con rotore a magneti permanenti. Quindi, a differenza di un motore a spazzole, per funzionare non ha contatti elettrici striscianti (spazzole) sull'albero del rotore. 
La commutazione della corrente circolante negli avvolgimenti dello statore, e quindi la variazione dell'orientamento del campo magnetico da essi generato, avviene elettronicamente. Ciò implica una minore resistenza meccanica, impedisce che si formino scintille al crescere della velocità di rotazione, e riduce notevolmente la manutenzione periodica.
Un motore simile è il motore passo-passo, il quale si differenzia dal motore brushless per il fatto che gli avvolgimenti dello statore non sono alimentati contemporaneamente, ma in modo ciclico cosicché i campi magnetici da essi generati determinano una rotazione del rotore ottenendo un preciso posizionamento dello stesso.

Un altro motore simile per costruzione ma non per funzionamento è il motore sincrono, che è alimentato da corrente alternata e deve essere trascinato alla velocità di sincrono o accelerato tramite inverter.

## Descrizione

Curve caratteristiche di un motore brushless di potenza molto contenuta

In un motore a spazzole, il contatto meccanico delle spazzole con il collettore rotante sull'asse del rotore chiude il circuito elettrico tra l'alimentazione e gli avvolgimenti sul rotore invertendo periodicamente il verso di circolazione della corrente nelle spire degli avvolgimenti rotorici, realizzando così l'inversione delle forze elettrodinamiche che agiscono sulle spire stesse.
In un motore brushless il rotore è privo di avvolgimento ed è invece dotato di magneti permanenti, che possono essere disposti in vario modo, come la disposizione a superficie magnetizzata o con magneti radiali - ma esistono un'infinità di configurazioni intermedie, dove le configurazioni radiali permettono un più ampio range di funzionamento ad alta efficienza, mentre una configurazione con disposizione superficiale si ha più coppia a regimi inferiori, un minore ripple di coppia (oscillazione della coppia nell'unità di tempo a parità di regime e carico), ma anche una velocità di rotazione massima inferiore - mentre il campo magnetico generato dagli avvolgimenti sullo statore è variabile. Poiché il motore funziona in corrente continua, per realizzare la rotazione del campo magnetico generato nello statore, un circuito elettronico, composto da un banco di transistor di potenza comandati da un microcontrollore che controlla la commutazione della corrente, comanda l'inversione di corrente e quindi la rotazione del campo magnetico. Dato che il controllore deve conoscere la posizione del rotore rispetto allo statore per poter determinare l'orientamento da dare al campo magnetico, esso viene collegato a un sensore a effetto Hall, come il Pick-up o a un più preciso resolver ad albero cavo.
Il rendimento di queste macchine è maggiore rispetto ai motori a corrente continua o asincroni e può arrivare a 0,98.
L'efficienza di queste motorizzazioni è variabile in base al regime e carico, le versioni con rotore a magneti montati sulla superficie hanno un rendimento maggiore con il massimo carico, mentre le versioni con rotore a magneti inglobati hanno un maggiore rendimento con carichi intermedi, oltre ad una coppia massima protratta per un arco maggiore di giri e sempre a partire da motore fermo.

## Applicazioni

Curve caratteristiche di un motore brushless in mozzo ruota, come si può notare le caratteristiche sono differenti a seconda del tipo di lavoro, se prolungato e costante nel tempo o del tipo impulsivo

Esistono applicazioni navali di tali motori con tecnologie a superconduzione che hanno potenze dell'ordine di MW. Ultimamente sono molto utilizzati in campo industriale e impiegati nelle macchine automatiche che necessitano di movimenti precisi e veloci con ingombri contenuti e grande versatilità, offerta anche da apparecchiature di controllo programmabili sofisticate che danno un completo controllo e diagnostica del motore.
Questo tipo di motore viene utilizzato nella Formula E.
Recentemente, grazie alla spinta commerciale legata alla richiesta di prodotti ad elevata efficienza energetica nel settore civile, sono stati introdotti sul mercato del condizionamento e della refrigerazione, dove possono ottenere elevati benefici in termini di consumi a favore dei grandi utilizzatori (ad esempio: la grande distribuzione organizzata che li può installare sui ventilatori che operano sugli scambiatori dei banchi frigo; gli uffici di ampie dimensioni, che li possono montare nei fan coil utilizzati nei sistemi di condizionamento distribuito).
Con la diminuzione dei costi dei sistemi di controllo elettronici, prodotta da economie di scala, è divenuta di rilievo la convenienza, con conseguente estensione di utilizzo dei motori brushless all'azionamento di bicicli, motocicli e autoveicoli a trazione elettrica.

## Vantaggi
Il primo vantaggio riguarda la vita attesa del motore, dato che le spazzole sono il "punto debole" di un motore elettrico. L'assenza di spazzole elimina anche la principale fonte di rumore elettromagnetico (presente nei motori elettrici in corrente continua).
L'ingombro è limitato a parità di potenza e soprattutto di coppia che questi motori riescono ad erogare. In termini di efficienza, i motori brushless lavorano sempre in condizioni di rendimento ottimali. Non dovendo generare il campo magnetico rotorico hanno efficienze maggiori. L'assenza di scintille è fondamentale quando il motore opera in ambienti saturi di composti organici volatili come i carburanti.
I magneti permanenti sono posizionati sul rotore e sono realizzati con materiali che danno un'inerzia rotorica molto bassa, il che consente un controllo preciso sia in velocità a regime sia in accelerazione.

## Svantaggi
Il principale svantaggio di questo tipo di motori sta nel maggiore costo. A differenza dei motori a spazzole, infatti, il controllo viene effettuato elettronicamente da un controller, un dispositivo elettronico fornito dal costruttore del motore o da terze parti. Al costo del motore va pertanto aggiunto il costo del sistema di controllo. La velocità dei motori a spazzole può essere regolata in modo economico seppur con bassa efficienza tramite un potenziometro o un reostato. La resistenza, variabile, di questi dispositivi, infatti, consente di regolare l'intensità di corrente assorbita dai motori. Mentre questo tipo di controllo può essere utilizzato per più motori a spazzole collegati in parallelo, ogni motore brushless deve essere controllato da un suo controller.
Un altro svantaggio è dato dalla natura variabile del campo magnetico, la quale rende la coppia variabile e va a ridurre la reattività del motore.

## Variante, con rotore avvolto
Il motore in corrente continua brushless utilizza un rotore a magneti permanenti. Siccome i materiali utilizzati per la realizzazione dei magneti non sono facilmente reperibili, come ad esempio il neodimio, esistono delle versioni di motori brushless realizzate con rotore avvolto (anziché con magneti permanenti). Mentre i magneti permanenti generano un campo magnetico senza necessità di essere alimentati, gli avvolgimenti di rotore devono essere percorsi da corrente per generare il campo magnetico di rotore.
Alcuni motori utilizzano l'induzione elettromagnetica per fornire corrente agli avvolgimenti eliminando pertanto la necessità delle spazzole. Alcuni costruttori usano un sistema formato da una bobina di statore percorsa da una corrente alternata che induce una corrente su un disco calettato all'albero motore il quale opera anche da rettificatore. La corrente c.c. così generata viene fornita agli avvolgimenti di rotore.